# Torkel Rosenlund
Torkel Hjalmar Rosenlund, född den 18 december 1904 i Nederkalix församling, Norrbottens län, död den 9 juli 1991 på Lidingö, var en svensk militär.
Rosenlund blev fänrik vid Bodens artilleriregemente 1926 och löjtnant där 1930. Han genomgick Artilleri- och ingenjörhögskolans allmänna kurs 1928–1930, dess högre kurs 1930–1932 och bedrev specialstudier vid Kungliga tekniska högskolan 1935–1936. Rosenlund var adjutant hos kommendanten vid Bodens fästning 1932–1935. Han blev kapten i fälttygkåren 1939 och major 1946. Rosenlund tjänstgjorde vid Åkers krutbruk 1937–1941, vid statens ammunitionsnämnd 1941–1942 och vid arméförvaltningens tygavdelnings kontrollbyrå 1942–1954. Han befordrades till överstelöjtnant 1951 och till överste 1955. Rosenlund  var chef för armétygförvaltningens andra vapenbyrå 1954–1965. Han genomgick Försvarshögskolan 1958. Rosenlund blev överste i fälttygkårens reserv 1965. Han blev riddare av Svärdsorden 1947, kommendör av samma orden 1962 och kommendör av första klassen 1964. Rosenlund vilar i sin familjegrav på Norra begravningsplatsen utanför Stockholm.